# 蝴蝶引理

蝴蝶引理

在數學中，蝴蝶引理(或是稱作 Zassenhaus 引理)是一個關於群中子群的關係或是模中的子模的一個技巧性的結果。
引理: 假設{\displaystyle G}是一個群而且{\displaystyle H,K}是{\displaystyle G}的一個子群。假設{\displaystyle H^{*}}以及{\displaystyle K^{*}}分別是{\displaystyle H}和{\displaystyle K}的正規子群。那麼則有
{\textstyle (1)\;\;\;H^{*}(H\cap K^{*})\trianglelefteq H^{*}(H\cap K)}
{\textstyle (2)\;\;\;K^{*}(H^{*}\cap K)\trianglelefteq K^{*}(H\cap K)}
{\textstyle (3)\;\;\;H^{*}(H\cap K)/H^{*}(H\cap K^{*})\simeq \;K^{*}(H\cap K)/K^{*}(H^{*}\cap K)\simeq \;(H\cap K)/[(H^{*}\cap K)(H\cap K^{*})]}
這個引理主要用於證明關於Schreier refinement theorem。其中關於蝴蝶的名稱由來則是在於當繪製出關於這裡頭的群的哈斯圖時，會出現的一隻蝴蝶，故稱為蝴蝶引理。

## 證明概要
這個證明分成幾個部分，第一步確認 {\textstyle H^{*}(H\cap K),H^{*}(H\cap K^{*}),K^{*}(H\cap K),K^{*}(H^{*}\cap K)} 都是一個群